# Zemledélets
Zemledélets (en rus: Земледе́лец) és un poble (un possiólok) de l'óblast de Briansk, a Rússia, que el 2013 tenia 16 habitants, pertany al districte de Sevsk.